# Portret van Isabella van Portugal
Het Portret van Isabella van Portugal is een verloren gegaan schilderij door Jan van Eyck. Waarschijnlijk bestond het in twee exemplaren. Ze werden door Jan van Eyck geschilderd in 1429.
Jan van Eyck maakte deel uit van een ambassade door Filips de Goede naar het Portugese hof gezonden om over een huwelijk met Isabella te onderhandelen. Van Eyck moest een portret maken van Isabella om de hertog een beeld te bezorgen van zijn mogelijk aanstaande bruid. Op 13 januari 1429 kreeg hij toestemming om twee portretten te maken van Isabella. Het resultaat - nu verloren - werd de volgende maand over land en over zee naar Filips gestuurd, samen met de voorlopige huwelijksovereenkomst. Op 4 juni vernam de delegatie dat Filips enthousiast was, waarna ze in de herfst met Isabella afreisden. Na een stormachtige reis kwam Isabella op kerstdag aan in Sluis. Haar huwelijk werd er op 7 januari 1430 ingezegend in de Sint-Janskerk, waarna het per stoet naar Brugge ging voor een prachtig feest. Van de verloren werken rest er alleen een kopie.
Op de kopie door een onbekende volger kunnen we zien dat Isabella rechtstreeks naar de toeschouwer kijkt, een zeer gedurfde en intieme pose voor een verlovingsportret. Opvallend in het portret is ook de wijze waarop de geportretteerde haar linkerhand over de (geschilderde) stenen borstwering legt. Met dit gebaar breidt Isabella de ruimte waarin ze is afgebeeld uit naar de ruimte van de toeschouwer.

## Web links
- De reis van Jan van Eyck naar Portugal Door Prof. Dr. Leo van Puyvelde Werkend Lid van de Kon. Vlaamsche Academie voor Taal- en Letterkunde op dbnl.

## Trivia
De zoektocht naar dit schilderij speelt een belangrijke rol in het Suske en Wiske-album De verloren Van Eyck. Suske en Wiske gaan in dit album met Jan van Eyck mee als hij de opdracht krijgt om dit portret te schilderen en helpen hem met de zoektocht als het portret verloren gaat. De titel verwijst hier ook naar.